# 宗教の時間 (NHKラジオ)
宗教の時間（しゅうきょうのじかん）は、NHKラジオ第2放送で放送されている宗教番組である。
宗教に関する講話を行う、毎回異なる語り手に対して、元NHK宗教番組チーフディレクターである金光寿郎が聞き手となり、番組が進行する。戦前から放送されていたが、第二次世界大戦激化のため一時休止。1946年1月20日に再開し現在に至る。宗派別に放送してきたが、1952年1月より仏教、神道、キリスト教の3つの伝統的宗教を中心に、日本の宗教の実情に即して、テーマを選んで編成した。
同名のテレビ番組が、1962年4月8日から1982年4月4日までNHK教育テレビで放送されていた。現在は「こころの時代」と改題し、宗教にとどまらない内容で放送中。2026年のNHKラジオ第2放送の閉局に伴い、2025年度よりNHK-FMでも放送を開始する。

## 放送時間
2023年10月時点
- 毎週日曜日 8:30～9:00[1][2][3]
- 毎週日曜日 18:30～19:00（前週分の再放送）[3]

NHK-FM
- 毎週日曜日深夜 1:00～1:30 (2025年4月 -）